# Renato Pasini
Renato Pasini (Gazzaniga, 31 juli 1977) is een Italiaanse langlaufer die gespecialiseerd is in de sprint. Hij won bij de wereldkampioenschappen van 2007
de gouden medaille in de teamsprint met zijn landgenoot Cristian Zorzi.
Pasini maakte zijn debuut in de wereldbeker in het seizoen 1999/2000. Zijn eerste en tot nu toe enige wereldbekeroverwinning in een individuele wedstrijd vierde hij in januari van 2007 toen hij de wereldbekerwedstrijd sprint in Rybinsk op zijn naam schreef. Iets meer dan een maand later, bij de wereldkampioenschappen werd hij gediskwalificeerd bij de individuele sprintwedstrijd, maar haalde hij een dag later de gouden medaille met zijn ploegmaat Cristian Zorzi in de teamsprint.

## Belangrijkste resultaten

### Wereldkampioenschappen junioren
| Jaar | Plaats  | Resultaten                                          |
| ---- | ------- | --------------------------------------------------- |
| 1996 | Asiago  | 53ste 10 km klassieke stijl 25ste 30 km vrije stijl |
| 1997 | Canmore | 14de 30 km vrije stijl                              |

### Wereldkampioenschappen
| Jaar | Plaats        | Resultaten                                |
| ---- | ------------- | ----------------------------------------- |
| 2003 | Val di Fiemme | 22ste sprint (vrije stijl)                |
| 2005 | Oberstdorf    | 30ste sprint (klassieke stijl)            |
| 2007 | Sapporo       | DSQ sprint (klassieke stijl) · teamsprint |

### Olympische Winterspelen
| Jaar | Plaats | Resultaten                |
| ---- | ------ | ------------------------- |
| 2006 | Turijn | 18de sprint (vrije stijl) |

### Eindstand algemene wereldbeker
| Seizoen   | Plaats |
| --------- | ------ |
| 2000/2001 | 63ste  |
| 2001/2002 | 81ste  |
| 2002/2003 | 69ste  |
| 2003/2004 | 38ste  |
| 2004/2005 | 41ste  |
| 2005/2006 | 79ste  |
| 2006/2007 | 38ste  |